# Wólka Zabłocka (powiat bialski)
Wólka Zabłocka – wieś w Polsce położona w województwie lubelskim, w powiecie bialskim, w gminie Tuczna.
Wierni Kościoła rzymskokatolickiego należą do parafii św. Anny w Tucznej. We wsi znajduje się kaplica prawosławna, należąca do parafii w Zabłociu.
W latach 1975–1998 miejscowość należała administracyjnie do województwa bialskopodlaskiego.